# Хелловін 3: Сезон відьом
«Хелловін 3: Сезон відьом» (англ. Halloween III: Season of the Witch) — американський фільм жахів режисера Томмі Лі Воллеса. Цей фільм, не має нічого спільного з попередніми історіями. У ньому навіть не присутні ні Майкл Маєрс, ні Лорі Страуд, що було умовою Джона Карпентера при продовженні серіалу.

## Сюжет
Божевільний конструктор іграшок вирішує принести в жертву на Гелловін мільйони дітей і готує партію масок «гарбузоголових», які містичним чином спрацьовують в день Всіх Святих.
У суботу, 23 жовтня 1982, власник магазину Гаррі Грімбрідж (Al Berry) проходить уздовж пустої ділянки дороги в Північній Каліфорнії. Автомобіль з загадковими фігурами в бізнес костюмах переслідує його. Гаррі атакує загадкова постать, але йому вдається втекти після того як його нападника розчавлює автомобіль. Гаррі біжить, врешті, втрачає свідомість на заправній станції. Його привозить до госпіталю Волтер Джонс (Ессекс Сміт, весь час кажучи, «Вони збираються вбити нас. Вони збираються вбити нас усіх.»
У лікарні про Гаррі піклується доктор Ден Чалліс (Tom Atkins). В ту ж ніч, коли Гаррі спить, інший загадковий чоловік в костюмі входить в кімнату лікарні й вбиває його, а потім йде до своєї машини та вбиває себе…

## У ролях
| Актор          | Роль                  |
| -------------- | --------------------- |
| Том Аткінс     | Даніель Чалліс        |
| Стейсі Нелкін  | Еллі Грімбрайдж       |
| Ден О'Херліхі  | Конал Кочран          |
| Майкл Каррі    | Рафферті              |
| Ральф Стрейт   | Бадді Капфер          |
| Джедін Барбор  | Бетті Капфер          |
| Бред Шактер    | Бадді Капфер-молодший |
| Герн Стефенс   | Мардж                 |
| Ненсі Кайс     | Линда Челліс          |
| Джонатан Террі | Старкер               |
| Аль Беррі      | Гаррі Грімбрайдж      |
| Венді Вессберг | Тедді                 |
| Ессекс Сміт    | Волтер Джонс          |
| Мейді Норман   | медсестра Агнес       |

| Актор              | Роль                |
| ------------------ | ------------------- |
| Джон МакБрайд      | шериф               |
| Лойд Кетлетт       | Чарлі               |
| Педді Едвардс      | секретар            |
| Норман Мерілл      | Ред                 |
| Патрік Пенкхерст   | технік              |
| Дік Ворлок         | вбивця              |
| Мартін Кессіді     | сторож              |
| Мішель Волкер      | Белла Чалліс        |
| Джошуа Джон Міллер | Віллі Чалліс        |
| Джеффрі Д. Генрі   | технік мотелю       |
| Майкл В. Грін      | технік 2            |
| Бред М. Баклін     | рудоволосий технік  |
| Джеймі Лі Кертіс   | телефонний оператор |
| Томмі Лі Воллес    | диктор              |

## Саундтрек
| Список треків | Список треків           | Список треків |
| #             | Назва                   | Тривалість    |
| ------------- | ----------------------- | ------------- |
| 1.            | «Main Title»            | 2:48          |
| 2.            | «Chariots Of Pumpkins»  | 3:32          |
| 3.            | «Drive To Santa Mira»   | 2:32          |
| 4.            | «Starkes And Marge»     | 1:55          |
| 5.            | «First Chase»           | 3:11          |
| 6.            | «Robots At The Factory» | 2:04          |
| 7.            | «Halloween Montage»     | 1:39          |
| 8.            | «Hello Grandma»         | 4:49          |
| 9.            | «The Rock»              | 3:27          |
| 10.           | «Challis Escapes»       | 3:35          |
| 11.           | «South Corridor»        | 3:00          |
| 12.           | «Goodbye Ellie»         | 4:15          |
| 36:47         |                         |               |